# جنگل سن-ژرمن-ان-له
جنگل سن-ژرمن-ان-له (به فرانسوی: Forêt de Saint-Germain-en-Laye) یک جنگل در فرانسه است که در ایولین واقع شده‌است.